# Beschleunigung
Die Beschleunigung ist eine physikalische Größe, die die Änderung des Bewegungszustands eines Körpers angibt. Je nach Richtung der Beschleunigung wird ein beschleunigter Körper schneller oder langsamer oder es ändert sich seine Bewegungsrichtung. Die Beschleunigung ist eine zentrale Größe in der Kinematik. Die SI-Einheit der Beschleunigung ist m/s2. In den Geowissenschaften ist daneben auch die Einheit Gal für 0,01 m/s2 gebräuchlich.
Die Beschleunigung ist die momentane zeitliche Änderungsrate der Geschwindigkeit, also {\displaystyle {\vec {a}}={\frac {{\text{d}}{\vec {v}}}{{\text{d}}t}}}. Sie ist damit eine vektorielle Größe.
Für Insassen von Fahrzeugen sind Beschleunigungen durch die damit verbundenen Trägheitskräfte erfahrbar.

## Einführung
Nach dem ersten Newtonschen Gesetz bewegen sich alle Körper in Inertialsystemen mit konstanter Geschwindigkeit auf geradlinigen Bahnen, wenn keine Kräfte auf sie wirken. Man sagt: Ihr Bewegungszustand ist konstant. Falls doch eine Kraft auf einen Körper einwirkt, ändert sich sein Bewegungszustand.
In der Umgangssprache bezeichnet Beschleunigung oft nur eine Steigerung des „Tempos“, also des Betrags der Geschwindigkeit. Im physikalischen Sinn ist aber jede Änderung einer Bewegung eine Beschleunigung, z. B. auch eine Abnahme des Geschwindigkeitsbetrages – wie ein Bremsvorgang – oder eine reine Richtungsänderung bei gleichbleibendem Geschwindigkeitsbetrag – wie bei einer Kurvenfahrt mit einem Auto.
Zunächst betrachten wir nur Bewegungen entlang einer Geraden, also eindimensionale Bewegungen. Zu zwei Zeitpunkten hat der Körper die Geschwindigkeiten {\displaystyle v_{1}} und {\displaystyle v_{2}}. Seine Geschwindigkeit hat sich also in der Zeitspanne dazwischen {\displaystyle \Delta t=t_{2}-t_{1}} geändert. Die Geschwindigkeitsänderung beträgt {\displaystyle \Delta v=v_{2}-v_{1}}. Man definiert nun die mittlere Beschleunigung als die mittlere Änderungsrate der Geschwindigkeit. Die Beschleunigung {\displaystyle a} gibt also an, wie schnell diese Geschwindigkeitsänderung erfolgt. Es gilt somit:
{\displaystyle {\overline {a}}={\frac {\Delta v}{\Delta t}}}
Wenn die Beschleunigung dasselbe Vorzeichen hat wie die Geschwindigkeit, dann nimmt der Betrag der Geschwindigkeit zu. Wenn sich beide Vorzeichen unterscheiden, nimmt der Betrag der Geschwindigkeit ab (die Richtung der Geschwindigkeit kann sich auch umkehren). Ähnlich wie bei der Durchschnittsgeschwindigkeit lässt sich mit obiger Gleichung nur die durchschnittliche Beschleunigung berechnen. Nur wenn die Geschwindigkeit sich linear mit der Zeit ändert, also im Falle einer konstanten Beschleunigung, entspricht dies auch zu jedem Zeitpunkt der momentanen Beschleunigung. Um auch in anderen Fällen zur momentanen Beschleunigung zu gelangen, muss man den Grenzwert für sehr kleine Zeitintervalle bilden und gelangt so zur zeitlichen Ableitung der Geschwindigkeit:
{\displaystyle a(t)=\lim _{\Delta t\rightarrow 0}{\frac {\Delta v}{\Delta t}}={\frac {\mathrm {d} v}{\mathrm {d} t}}={\dot {v}}(t)}

### Einheiten
Aus der Definitionsgleichung ergibt sich die Einheit {\displaystyle {{\frac {m}{s}} \over {s}}={\frac {m}{s^{2}}}}. Ein Körper, der konstant mit 1 m/s² beschleunigt, ändert seine Geschwindigkeit in jeder Sekunde um 1 m/s.
Allgemein können Belastungen technischer Geräte oder die Angabe von Belastungsgrenzen als g-Kraft, also als „Kraft pro Masse“, erfolgen. Diese wird als Vielfaches der Normfallbeschleunigung g = 9,80665 m/s2 angegeben.
In den Geowissenschaften ist auch die Einheit Gal = 0,01 m/s2 gebräuchlich.
Bei Kraftfahrzeugen wird die „Beschleunigung“ (besser: Das Beschleunigungsvermögen) angegeben, indem die Zeit für eine Geschwindigkeitsänderung (in der Regel von 0 auf 100 km/h) genannt wird. Ein Fahrzeug, das in 5,0 s von 0 auf 100 km/h beschleunigt, erfährt eine durchschnittliche Beschleunigung von {\displaystyle a={\tfrac {27{,}8\,\mathrm {m/s} }{5{,}0\,\mathrm {s} }}\approx 5{,}6\,\mathrm {m/s^{2}} }.

### Beispiele zur Berechnung über die Geschwindigkeit
Ein Auto bewegt sich zum Zeitpunkt {\displaystyle t_{1}=0\,\mathrm {s} } mit einer Geschwindigkeit von {\displaystyle v_{1}=10\,\mathrm {\tfrac {m}{s}} } über die Straße (das sind 36 km/h). Zehn Sekunden später, zum Zeitpunkt {\displaystyle t_{2}=10\,\mathrm {s} }, beträgt die Geschwindigkeit {\displaystyle v_{2}=30\,\mathrm {\tfrac {m}{s}} } (das sind 108 km/h). Die durchschnittliche Beschleunigung des Autos in diesem Zeitintervall war dann
{\displaystyle a={\frac {v_{2}-v_{1}}{t_{2}-t_{1}}}=2\,\mathrm {\frac {m}{s^{2}}} }.
Die Geschwindigkeit hat also pro Sekunde durchschnittlich um 2 m/s (also um 7,2 km/h) zugenommen.
Ein PKW, der vor der roten Ampel innerhalb von {\displaystyle \Delta t=3\,\mathrm {s} } von „Tempo 50“ ({\displaystyle v_{1}=50\,\mathrm {\tfrac {km}{h}} \approx 14\,\mathrm {\tfrac {m}{s}} }) auf Null abgebremst wird, erfährt die Beschleunigung
{\displaystyle a={\frac {0-v_{1}}{\Delta t}}\approx -5\,\mathrm {\frac {m}{s^{2}}} }.

### Gleichmäßig beschleunigte Bewegung
Von einer gleichmäßig beschleunigten Bewegung spricht man, wenn die Beschleunigung konstant ist. Dann gilt für die Geschwindigkeit
{\displaystyle v(t)=at+v_{0}}
und für die zurückgelegte Strecke
{\displaystyle s(t)={\frac {1}{2}}at^{2}+v_{0}t+s_{0}}
mit dem Startpunkt {\displaystyle s_{0}} und der Anfangsgeschwindigkeit {\displaystyle v_{0}}.

## Allgemeine Definition

Geometrische Konstruktion der Differenz der Geschwindigkeitsvektoren

Im Allgemeinen erfolgt die Bewegung nicht zwangsläufig geradlinig, sondern im zwei- oder dreidimensionalen Fall. Bei einer konstanten Beschleunigung, muss die Differenz der Geschwindigkeiten {\displaystyle \Delta {\vec {v}}={\vec {v}}(t_{2})-{\vec {v}}(t_{1})} vektoriell bestimmt werden, wie in der Abbildung veranschaulicht. Wenn sich die Beschleunigung während der betrachteten Zeitspanne ändert, erhält man mit obiger Rechnung die mittlere Beschleunigung, auch Durchschnittsbeschleunigung genannt.
{\displaystyle a={\frac {\Delta {\vec {v}}}{\Delta t}}}.
Um die Beschleunigung für einen bestimmten Zeitpunkt statt für ein Zeitintervall zu berechnen, muss man – wie oben beschrieben – vom Differenzenquotienten zum Differentialquotienten übergehen. Die Beschleunigung ist dann die erste Ableitung der Geschwindigkeit nach der Zeit:
{\displaystyle {\vec {a}}(t)={\frac {\mathrm {d} {\vec {v}}(t)}{\mathrm {d} t}}={\dot {\vec {v}}}(t).}
Da die Geschwindigkeit die Ableitung des Ortes nach der Zeit ist, kann man die Beschleunigung auch als zweite Ableitung des Ortsvektors {\displaystyle {\vec {r}}} nach der Zeit darstellen:
{\displaystyle {\vec {a}}(t)={\frac {\mathrm {d} ^{2}{\vec {r}}(t)}{\mathrm {d} t^{2}}}={\ddot {\vec {r}}}(t).}
Wenn die Vektoren der Geschwindigkeit und der Beschleunigung in die gleiche Richtung zeigen, bedeutet die Beschleunigung nur eine Zunahme des Geschwindigkeitsbetrags. Entsprechend nimmt der Geschwindigkeitsbetrag ab, wenn die beiden Vektoren antiparallel sind. In beiden Fällen ändert sich aber die Richtung des Geschwindigkeitsvektors nicht. Es handelt sich also um eine geradlinig beschleunigte Bewegung.
Sofern jedoch die Beschleunigung in einem gewissen Winkel zur Bewegungsrichtung steht, ändert sich auch die Richtung der Geschwindigkeit. Die Bewegung beschreibt also eine gekrümmte Bahn. Wenn Beschleunigung und Geschwindigkeit orthogonal zueinander stehen, besitzt die Beschleunigung überhaupt keine Komponente in Richtung der Geschwindigkeit mehr. In diesem Fall ändert sich nur deren Richtung, aber nicht ihr Betrag. Die Bahnkurve ist dann – zumindest momentan – eine Kreisbahn.

### Gekrümmte Wege

#### Spezialfall: Kreisbewegung
Bei der gleichförmigen Kreisbewegung ist der Beschleunigungsvektor in jedem Moment orthogonal zur Bewegungsrichtung. Man spricht von der Zentripetalbeschleunigung {\displaystyle a_{Z}}. Sie ergibt sich aus dem Abstand {\displaystyle r} des Massepunktes zur Drehachse und seiner Tangentialgeschwindigkeit {\displaystyle v} oder der Winkelgeschwindigkeit {\displaystyle \omega }:
{\displaystyle a_{Z}={\frac {v^{2}}{r}}=\omega ^{2}r}.
Ein typisches Anwendungsbeispiel ist hierbei die Flugbahn von Satelliten in einem niedrigen, kreisförmigen Orbit, wo die Fallbeschleunigung, die stets zum Erdmittelpunkt gerichtet ist, als Zentripetalbeschleunigung fungiert.
Bezüglich eines mitrotierenden (und daher beschleunigten) Bezugssystems wird ein Objekt vom Mittelpunkt weg nach außen beschleunigt, dann wird die Bezeichnung Zentrifugalbeschleunigung verwendet. Eine Zentrifuge nutzt diesen Effekt, um Dinge einer konstanten Beschleunigung auszusetzen. Der Krümmungsradius entspricht dabei, da es sich um eine Kreisbewegung handelt, dem Abstand {\displaystyle r} des Zentrifugiergutes zur Drehachse. Der Betrag der Zentrifugalbeschleunigung berechnet sich nach derselben Formel wie die Zentripetalbeschleunigung.

#### Allgemeiner Fall

Tangenteneinheitsvektor und Normaleneinheitsvektor bei einer Raumkurve

Die Beschleunigung eines Körpers, der sich entlang eines Weges (einer Raumkurve) bewegt, lässt sich mit den Frenetschen Formeln berechnen. Dies ermöglicht eine additive Zerlegung der Beschleunigung in eine Beschleunigung in Bewegungsrichtung (Tangentialbeschleunigung) und eine Beschleunigung senkrecht zur Bewegungsrichtung (Normalbeschleunigung oder Radialbeschleunigung).
Der Vektor der Geschwindigkeit {\displaystyle {\vec {v}}} kann als Produkt aus seinem Betrag {\displaystyle v} und dem Tangenteneinheitsvektor {\displaystyle {\hat {t}}} dargestellt werden:
{\displaystyle {\vec {v}}=v\,{\hat {t}}}
Der Tangenteneinheitsvektor ist ein Vektor der Länge {\displaystyle 1}, der an jedem Punkt des Weges die Richtung der Bewegung anzeigt. Die Ableitung dieses Ausdrucks mithilfe der Produktregel liefert die Beschleunigung:
{\displaystyle {\vec {a}}={\frac {\mathrm {d} {\vec {v}}}{\mathrm {d} t}}=\left({\frac {\mathrm {d} v}{\mathrm {d} t}}\right){\hat {t}}+v\left({\frac {\mathrm {d} {\hat {t}}}{\mathrm {d} t}}\right)}
Die zeitliche Ableitung des Tangenteneinheitsvektors kann über die Bogenlänge {\displaystyle s} berechnet werden:
{\displaystyle {\frac {\mathrm {d} {\hat {t}}}{\mathrm {d} t}}=\underbrace {\frac {\mathrm {d} {\hat {t}}}{\mathrm {d} s}} _{{\hat {n}}/\rho }\underbrace {\frac {\mathrm {d} s}{\mathrm {d} t}} _{v}={\frac {v}{\rho }}{\hat {n}}}
Dabei führt man den Krümmungsradius {\displaystyle \rho } und den Normaleneinheitsvektor {\displaystyle {\hat {n}}} ein. Der Krümmungsradius ist ein Maß für die Stärke der Krümmung und der Normaleneinheitsvektor zeigt senkrecht zur Bahnkurve in Richtung des Krümmungsmittelpunkts. Man definiert die Tangentialbeschleunigung {\displaystyle a_{t}} und Radialbeschleunigung {\displaystyle a_{n}} so:
{\displaystyle a_{t}={\dot {v}}}
{\displaystyle a_{n}={\frac {v^{2}}{\rho }}}
Die Beschleunigung lässt sich damit in zwei Komponenten zerlegen:
{\displaystyle {\vec {a}}=a_{t}{\hat {t}}+a_{n}{\hat {n}}}
Ist die Tangentialbeschleunigung null, so ändert der Körper nur seine Bewegungsrichtung. Der Betrag der Geschwindigkeit bleibt dabei erhalten. Um den Betrag der Geschwindigkeit zu ändern, muss also eine Kraft wirken, die eine Komponente in Richtung des Tangentialvektors besitzt.

### Ruck
Die zeitliche Ableitung der Beschleunigung (also die dritte Ableitung des Ortsvektors nach der Zeit) wird Ruck {\displaystyle {\vec {\jmath }}} genannt:
{\displaystyle {\vec {\jmath }}(t)={\dot {\vec {a}}}(t)={\frac {\mathrm {d} ^{3}{\vec {r}}(t)}{\mathrm {d} t^{3}}}}

## Zusammenhang zwischen Beschleunigung und Kraft
Der Zusammenhang zwischen Beschleunigungen und Kräften wird durch die Newtonschen Gesetze beschrieben:
- In einem Inertialsystem erfahren kräftefreie Körper keine Beschleunigung.
- Falls Kräfte angreifen, ist die Beschleunigung proportional zum Betrag der resultierenden Kraft und erfolgt in deren Richtung: {\displaystyle {\vec {F}}=m{\vec {a}}}.

Wenn die resultierende Kraft proportional zur Masse eines Körpers ist – wie das beispielsweise für die Gewichtskraft der Fall ist – ist die Beschleunigung von der Masse des Körpers unabhängig. Das ist der Grund, warum die Fallbeschleunigung beim freien Fall unabhängig von der Masse ist: Alle Körper fallen unabhängig von ihrer Masse gleich schnell, auf der Erde mit rund 9,81 m/s².
In der speziellen Relativitätstheorie gilt die Newton’sche Beziehung nicht exakt; die Beschleunigung ist nicht genau parallel zur Kraft (siehe Beschleunigung (spezielle Relativitätstheorie)).

### Trägheitskräfte
Soll die Bewegung in einem beschleunigten Bezugssystem beschrieben werden, so sind zusätzlich Trägheitskräfte zu berücksichtigen. Damit ist folgendes gemeint:
Ein Körper, der in einem Inertialsystem ruht, erfährt in einem Bezugssystem, das gegenüber dem Inertialsystem mit {\displaystyle {\vec {a}}} beschleunigt, eine Beschleunigung von {\displaystyle {\vec {a}}^{\ast }=-{\vec {a}}}. Ein mitbewegter Beobachter macht dafür eine Kraft {\displaystyle {\vec {F}}^{\ast }=m{\vec {a}}^{\ast }} verantwortlich, für die es in seinem Bezugssystem keine erkennbare Ursache gibt. Dies ist die Trägheitskraft. Beispiel: Ein Ball, der auf dem Boden einer U-Bahn liegt, rollt plötzlich nach hinten, wenn die Bahn anfährt. Ein naiver Fahrgast könnte vermuten, dass der Ball von einer mysteriösen Kraft beschleunigt wird. Ein am Bahnsteig stehender Beobachter würde hingegen sagen, dass die U-Bahn beschleunigt und der Ball aufgrund seiner Trägheit zunächst zurückbleibt.

## Messung
Es gibt prinzipiell zwei Möglichkeiten, Beschleunigungen zu messen oder anzugeben. Die Beschleunigung eines Objekts kann kinematisch bezüglich eines Weges (Raumkurve) betrachtet werden. Dazu wird die Momentangeschwindigkeit bestimmt, ihre Änderungsrate ist die Beschleunigung. Die andere Möglichkeit ist, einen Beschleunigungssensor zu verwenden. Dieser bestimmt mit Hilfe einer Testmasse die Trägheitskraft, aus der dann mit Hilfe der newtonschen Grundgleichung der Mechanik auf die Beschleunigung geschlossen wird.

### Rechenbeispiel zur Messung über die Trägheit
In einem Aufzug befindet sich eine Federwaage, an der eine Masse von einem Kilogramm hängt ({\displaystyle m=1\,\mathrm {kg} }). Wenn der Aufzug im Vergleich zur Erde ruht, so zeigt die Waage eine Gewichtskraft von {\displaystyle 9{,}8\;}N an. Der Betrag der Schwerebeschleunigung beträgt demnach
{\displaystyle a={\frac {F}{m}}=9{,}8\,\mathrm {\frac {m}{s^{2}}} .}
Zeigt die Federwaage am Beginn der Fahrt zum Beispiel eine Gewichtskraft von {\displaystyle 10{,}5\;\mathrm {N} } an, so beträgt in diesem Moment die Beschleunigung des Aufzugs {\displaystyle 0{,}7\;\mathrm {m} /\mathrm {s} ^{2}} nach oben.

### Anwendung von Beschleunigungsmessungen
Wenn die Anfangsgeschwindigkeit und -position bekannt sind, ermöglicht die kontinuierliche Messung der Beschleunigung in allen drei Dimensionen eine Positionsbestimmung zu jedem Zeitpunkt. Die Position lässt sich daraus einfach durch zweifache Integration über die Zeit bestimmen. Für den Fall, dass beispielsweise das GPS-Gerät eines Flugzeugs ausfällt, ermöglicht diese Methode eine relativ genaue Ortsbestimmung über einen mittellangen Zeitraum. Ein Navigationssystem, das die Position durch Messung der Beschleunigung bestimmt, heißt Trägheitsnavigationssystem.

## Beschleunigung in der speziellen Relativitätstheorie
Ebenso wie in der klassischen Mechanik können Beschleunigungen auch in der speziellen Relativitätstheorie (SRT) als Ableitung der Geschwindigkeit nach der Zeit dargestellt werden. Da der Zeitbegriff aufgrund der Lorentz-Transformation und Zeitdilatation in der SRT jedoch komplexer ausfällt, führt dies auch zu komplexeren Formulierungen der Beschleunigung und ihres Zusammenhangs mit der Kraft. Insbesondere ergibt sich, dass kein massebehafteter Körper auf Lichtgeschwindigkeit beschleunigt werden kann.

## Äquivalenzprinzip und allgemeine Relativitätstheorie

Nach dem Äquivalenzprinzip der allgemeinen Relativitätstheorie lässt sich nicht unterscheiden, ob sich ein Beobachter auf der Erde befindet oder in einer Rakete, die im Weltraum mit Erdbeschleunigung g beschleunigt.

Das Äquivalenzprinzip besagt, dass in einem frei fallenden Bezugssystem lokal keine Gravitationsfelder existieren. Es geht auf die Überlegungen von Galileo Galilei und Isaac Newton zurück, die erkannt haben, dass alle Körper unabhängig von ihrer Masse von der Gravitation gleich beschleunigt werden. Ein Beobachter in einem (kleinen) Labor kann nicht feststellen, ob sich sein Labor in der Schwerelosigkeit oder im freien Fall befindet. Er kann innerhalb seines Labors auch nicht feststellen, ob sein Labor gleichförmig beschleunigt bewegt wird oder ob es sich in einem äußeren homogenen Gravitationsfeld befindet.
Mit der allgemeinen Relativitätstheorie lässt sich ein Gravitationsfeld durch die Metrik der Raumzeit, also die Maßvorschrift in einem vierdimensionalen Raum aus Orts- und Zeitkoordinaten ausdrücken. Ein Inertialsystem hat eine flache Metrik. Nichtbeschleunigte Beobachter bewegen sich immer auf dem kürzesten Weg (einer Geodäte) durch die Raumzeit. In einem flachen Raum, also einem Inertialsystem, ist dies eine gerade Weltlinie. Gravitation bewirkt eine Raumkrümmung. Das bedeutet, dass die Metrik des Raumes nicht mehr flach ist. Dies führt dazu, dass die Bewegung, die in der vierdimensionalen Raumzeit einer Geodäte folgt, im dreidimensionalen Anschauungsraum vom außenstehenden Beobachter meist als beschleunigte Bewegung längs einer gekrümmten Kurve wahrgenommen wird.

## Beispiele
Größenordnung typischer Beschleunigungen aus dem Alltag:
- Der ICE erreicht eine Beschleunigung von etwa 0,5 m/s2, ein moderner S-Bahn-Triebwagen sogar 1,0 m/s2.
- Während der ersten Schritte eines Sprints beschleunigt ein Sportler seinen Körper mit etwa 4 m/s2.
- Die Erdbeschleunigung durch die Erdanziehung ist 9,81 m/s2.
- Die Kugel beim Kugelstoßen wird in der Abstoßphase mit etwa 10 m/s2 beschleunigt.
- Bei einer Waschmaschine wirken im Schleudergang mehr als 300g (≈ 3.000 m/s2) an der Trommelwand.
- Ein Tennisball kann Beschleunigungen bis zu 10.000 m/s2 erfahren.
- Bei Nesselzellen wird der Stachel mit bis zu 5.410.000g (≈ 53 Millionen m/s2) beschleunigt.